# Martin Pappenheim
Martin Pappenheim (geboren 4. November 1881 in Pressburg, Österreich-Ungarn; gestorben 22. November 1943 in Tel Aviv) war ein österreichischer Neurologe und Psychiater.

## Leben
Pappenheim war der Sohn des jüdischen Lehrers Max Pappenheim und der Regina Sprecher. Er studierte von 1899 bis 1905 Medizin an der Universität Wien, nach der Promotion war er 1906/07 Assistent an der Psychiatrischen Klinik in Prag, danach bis 1911 an der Psychiatrischen Klinik in Heidelberg. Pappenheim habilitierte sich 1915 in Wien. Als eingezogener Militärarzt und Gefängnispsychiater betreute er den Attentäter von Sarajevo, Gavrilo Princip. Pappenheim war aktiver Sozialdemokrat und besuchte 1920/21 die Sowjetunion. 1922 wurde Pappenheim Vorsteher der neurologischen Abteilung am Krankenhaus Lainz und 1924 außerordentlicher Professor für Neurologie und Psychiatrie der Universität. Ab 1928 war er Mitglied der Wiener Psychoanalytischen Vereinigung, er gehörte zum engeren Kreis um Sigmund Freud. Pappenheim kehrte 1934, nach dem Scheitern der Februaraufstände, auf Anraten von Freunden, von einer Palästinareise nicht mehr zurück, sondern ließ sich dort nieder.
Er war am Aufbau der Psychiatrie und Psychoanalyse in Palästina beteiligt und hat dort maßgebliche Zionisten, Meir Dizengoff und Chaim Nachman Bialik, ärztlich behandelt. Er gehörte zu den Mitbegründern der „Vereinigung für psychische Hygiene Palästinas“ und führte Konsultationen auch in den benachbarten Königreich Ägypten, britisches Einflussgebiet, und dem französischen Mandatsgebiet Syrien durch.
Pappenheim war bis 1919 in erster Ehe mit Edith Goldschmidt (1883–1942) verheiratet, einer Enkelin von Henriette Goldschmidt. Sie konnte sich nach dem Anschluss Österreichs vor der Judenverfolgung nicht retten und verübte 1942 mit ihrer Schwester, Charlotte Goldschmidt Hausdorff (verheiratet mit Felix Hausdorff), in Bonn Suizid. Die gemeinsame Tochter Else Pappenheim flüchtete, als das Wiener Psychoanalytische Institut 1938 geschlossen wurde, zum Vater nach Palästina und von dort weiter in die Vereinigten Staaten. In zweiter Ehe war Pappenheim mit der Hautärztin Melanie Bloch verheiratet, die 1926 starb. Aus seiner dritten Ehe mit Rose Liebrecht hatte er die 1934 geborene Tochter Nira Segal.
Seine jüngere Schwester war Marie Pappenheim, Ärztin, Dichterin und Kommunistin, die ebenfalls 1934 vor dem Austrofaschismus emigrieren musste und zunächst nach Paris und dann nach Mexiko ging. Eine weitere Schwester war die Chemikerin Gisela Sternfeld, ebenfalls Emigrantin.

## Schriften (Auswahl)
- mit Carl Groß: Die Neurosen und Psychosen des Pubertätsalters (= Zwanglose Abhandlungen aus den Grenzgebieten der Pädagogik und Medizin. Bd. 1). Springer, Berlin 1914, doi:10.1007/978-3-642-90758-6.
- Die Lumbalpunktion. Rikola, Wien 1922.
- Gavrilo Princips Bekenntnisse. R. Lechner & Sohn, Wien 1926.
- (Hrsg.) Vladimir M. Bechterev: Allgemeine Grundlagen der Reflexologie des Menschen. F. Deuticke, Wien 1926.
- Neurosen und Psychosen der weiblichen Generationsphasen (= Bücher der ärztlichen Praxis. Bd. 26). Springer, Wien/Berlin 1930, doi:10.1007/978-3-7091-9942-8.